# Nyírábrány
Nyírábrány là một làng thuộc hạt Hajdú-Bihar, Hungary. Làng này có diện tích 55,62 km², dân số năm 2010 là 3767 người, mật độ 68 người/km².